# Margret Dünser
Margret Dünser (* 27. Juli 1926 in Dornbirn, Vorarlberg; † 5. Juni 1980 in Basel) war eine österreichische Hörfunk- und Fernsehjournalistin, die sich im Laufe ihrer Karriere auf Prominenten-Interviews und Modesendungen spezialisierte und damit, insbesondere in ihren Fernsehsendungen, internationales Flair transportierte.

## Leben
Dünser besuchte an ihrem Geburtsort eine Klosterschule. Nach dem Zweiten Weltkrieg arbeitete sie als Autorin und Sprecherin beim ORF-Landesstudio Vorarlberg. Von 1952 bis 1953 leitete sie die Literaturabteilung des Ländergruppe West des ORF. 1954 wurde sie Programmdirektorin des Rundfunksenders Tirol/Vorarlberg. Wegen einer Intrige verließ Dünser Österreich und zog nach Deutschland.
1956 ging sie zum Zimmertheater Heidelberg. 1957 wurde sie Reporterin beim Süddeutschen Rundfunk, wo sie 1960 Leiterin der Redaktion Zeitfunk wurde. Bei der Gründung des ZDF im Jahr 1963 wurde Dünser dort Moderatorin sowie Redakteurin für besondere Aufgaben. In dieser Funktion war sie verantwortlich für die Modesendungen Paris aktuell (neun Episoden, 1966–1970), Rom aktuell (zwei Episoden, 1969–70) und London aktuell (zwei Episoden, 1969–70). Für Paris aktuell wurde sie 1968 mit einer Goldenen Kamera und für Rom aktuell im darauffolgenden Jahr mit einem ersten Preis des italienischen Außenhandlesministeriums ausgezeichnet.
Dünser moderierte vom 9. Mai 1971 bis 9. Mai 1980 37 Mal ihre bekannteste Sendung, V.I.P.-Schaukel, in der sie Prominente aus aller Welt in ihrer privaten Umgebung interviewte. Sie soll zu Spitzenzeiten 20 bis 30 Millionen Zuschauer gehabt haben. Regie führte wie schon bei den … aktuell-Formaten Edgar von Heeringen. Trotz vieler Flugreisen litt Dünser unter starker Flugangst.
Margret Dünser starb am 5. Juni 1980 im Alter von 53 Jahren in Basel an Krebs. Ihre Grabstätte befindet sich in Dornbirn, Friedhof Markt.

## Interviews (Auswahl)
- 1971/72: Gina Lollobrigida, Schauspielerin / Orson Welles, Regisseur / Daliah Lavi, Sängerin / Curd Jürgens, Schauspieler / Gunter Sachs, Playboy / Bob Hope, Komiker / Raquel Welch, Schauspielerin / Marquis Xavier de Sade / Peter Ustinov, Schauspielerund Komiker / Jerry Lewis, Schauspieler und Komiker / Zsa Zsa Gabor, Schauspielerin / Tony Curtis, Schauspieler / Rhonda Fleming / Carroll Righter, Astrologe / Sammy Davis jr., Schauspieler / Hugh Hefner / Alfred Hitchcock, Regisseur / Henry Fonda, Schauspieler / Hildegard Knef, Schauspielerin und Chansonsängerin / Kim Novak, Schauspielerin / Antony Armstrong-Jones, 1. Earl of Snowdon / Roger Moore / Diana Rigg, Schauspielerin / Kirk Douglas / Kurt Waldheim, Politiker
- 1973: Stewart Granger, Schauspieler / Prinz Reza Pahlavi / Prinz Ali-Reza Pahlavi / Königin Sirikit / König Bhumibol von Thailand / Anthony Quinn, Schauspieler / Maharadscha von Dschaipur, Indien / William Amherst Vanderbilt Cecil / Peter Fonda, Schauspieler / Rita Hayworth, Schauspielerin
- 1974: Jolie Gabor, Eva Gabor, Magda Gabor, Zsa Zsa Gabor, Schauspielerfamilie / Rachele Mussolini / Tennessee Williams / Truman Capote, Schriftsteller
- 1975: Baron Philippe de Rothschild / Meisterkoch Paul Bocuse / Verleger Malcolm Forbes / Ronald Reagan, Schauspieler und POlitiker / Nancy Reagan, Schauspielerin und Politikergattin / Rock Hudson / Jay J. Armes / John Russell, 13. Duke of Bedford, und Ehefrau / Edith Head / Telly Savalas / John Carras
- 1976: Bette Davis, Schauspielerin / Jehan Sadat Präsidentengattin / F. Lee Bailey, Rechtsanwalt / Siegfried & Roy / Sir Edmund Hillary, Bergsteiger / Gregory Peck, Schauspieler / Marcello Mastroianni, Schauspieler / Rudolf Nurejew, Tänzer / Sarah Caldwell / Osman Ahmed Osman, Bauunternehmer / Reverend Ike, Prediger
- 1977: John Spencer-Churchill, 11. Duke of Marlborough / Ivo Pitanguy, Schönheitschirurg / Joanne Herring, Partyveranstalterin / Hans Stern, Juwelier / Oscar Niemeyer, Architekt / Endre Szász, Grafiker / John Osborne, Schriftsteller / Arnold Schwarzenegger, Schauspieler / Robert David Lion Gardiner / Woody Allen / Jacques Tati, Regisseur / Lillian Carter, Mutter des Politikers Jimmy Carter / Catherine Deneuve, Schauspielerin / John Connally
- 1978: Henry Miller, Schriftsteller / Michael Caine, Schauspieler / Mildred Mary Bruce, Rennfahrerin, Pilotin / Alexander Fermor-Hesketh, 3. Baron Hesketh, Formel-1-Rennfahrer / Telly Savalas, Schauspieler / Roger Moore, Schauspieler / Richard Burton, Schauspieler / Edward Heath / Harold Wilson / Henry Herbert, 7. Earl of Carnarvon, königlicher Stallmeister / Cantinflas (Mario Moreno) / Louis de Funès, Komiker / Eugène Ionesco, Autor / Rodica Ionesco / Hope Hampton, Schauspielerin / Maximilian Schell, Schauspieler / Gene Hackman, Schauspieler / Frank Borman, Astronaut, Vorsitzender der Eastern Air Lines / Steve Guttenberg, Schauspieler
- 1979: Vincent Price / Salvador Dalí, Maler / David Shepherd, Kunstmaler / James Stewart / Jean-Jacques Montfort, Kunstfälscher / Burt Reynolds, Schauspieler / Marjoe Gortner / Norton Winfred Simon / Clifford Irving / Peter Falk, Schauspieler
- 1980: Dustin Hoffman / Robert Redford, Schauspieler / John Ehrlichman, Politiker
- Jahr unbekannt: Sophia Loren, Schauspielerin / Chief Dan George, Häuptling / Willard F. Rockwell / Anthony Perkins, Schauspieler / Patrick Anson, 5. Earl of Lichfield

## Auszeichnung
- 1968 Goldene Kamera

## Werke
- Jet Set – Rom, Paris, London, Ullstein Verlag GmbH, Frankfurt/M., Berlin, Wien 1971 ISBN 3-550-07665-7
- Highlife, Kindler Verlag GmbH, München, 1979 ISBN 3-426-00760-6
- Königs- und Fürstenhäuser heute. Aktuelles über den europäischen Hochadel. Porträts, Schicksale, Affären, 1980